# Vanguard Bandits
Vanguard Bandits (с англ. — «Бандиты в авангарде», также известна как «Крестоносцы») — тактическая ролевая видеоигра, разработанная компанией Human Entertainment для платформы PlayStation. Выпущенная в Японии под названием Epica Stella (яп. エピカ・ステラ), она в 2000 году была локализована в США издателем Working Designs. Первоначальным американским названием было Detonator Gauntlet (рус. «Рукавица-детонатор»), но из-за сходства с уже имеющейся Gauntlet название пришлось изменить на Vanguard Bandits. В качестве бонуса к игре прилагался диск с демоверсией игры Lunar 2: Eternal Blue Complete. Видеоигра сделана в средневековом антураже, но сражения ведутся на огромных роботах — «АТАКах» (англ. ATAC).
Действие Vanguard Bandits разворачивается на континенте Эптина (англ. Eptina), где постоянно ведутся войны между различными королевствами. Главный герой игры — юноша по имени Бастион (англ. Bastion), в оригинале — Рэнди, ランディ), который был воспитан строгим и властным солдатом по имени Камордж, бывшим телохранителем короля. Бастион с детства учился управлять АТАКом. Он сам мечтает стать воином и сражаться против империи Юнарис. Имперцы преследуют его с отцом с тех пор, как Бастион себя помнит.

## Игровой процесс

Когда герой атакует или защищается, он и его оппонент переносятся на отдельное трёхмерное «поле битвы», где каждый выполняет выбранное действие

Vanguard Bandits — тактическая ролевая игра, действие которой разворачивается на изометрической карте, разделённой на равные квадраты. Игрок управляет отрядом из нескольких человек, сражаясь против группы вражеских АТАКов — подобная система напоминает Final Fantasy Tactics и игры серии Front Mission. Битва происходит в пошаговом режиме; каждый персонаж в свой ход может перемещаться, атаковать противника или использовать поддерживающие способности. Любое действие затрачивает определённое количество очков действия (англ. AP, Action Points), кроме того, использование атак увеличивает количество очков усталости (англ. FP, Faint Points). Если величина FP достигает 100, то на персонаж временно не может выполнять никаких действий и получает больше урона от противников. Когда герой атакует или защищается, он и его оппонент переносятся на отдельное трёхмерное «поле битвы», где каждый выполняет выбранное действие. Тем не менее, анимацию битвы можно отключить — в этом случае игрок увидит лишь итог сражения (количество потерянных очков здоровья). После завершения сражения, которое называется миссией, обычно происходит диалог между персонажами и дальнейшее развитие сюжетной линии. Перед началом следующей миссии игрок может проверить статус своего отряда, поговорить с несколькими персонажами, поменять экипировку АТАКов или посетить магазин (в определённые отрезки игры).
Игра состоит из 56 миссий и имеет пять различных сюжетных линий.

## Сюжет
Игра начинается во время нападения имперских АТАКов на деревню, в которой живут Бастион и Камордж. Дальнейшие события различаются в зависимости от действий игрока. Первая и наиболее простая сюжетная ветка условно называется «королевской», вторая, с большим количеством поворотом и ответвлений, — «имперская»; третья, и наиболее сложная, — ветка «руин». Выбор ветки может зависеть непосредственно от ответа на вопросы, анализа уровня главного героя или состояния влюбленности героинь к Бастиону(«имперская ветка»). «Королевский» сюжет Vanguard Bandits имеет две концовки, хорошую или плохую (если Бастион ниже определенного уровня), «имперский» сценарий также имеет два окончания (любовная линия с Садирой или Сесилией). «Руины» имеют один конец.

## АТАКи
АТАКи (ATAC) — это огромные роботы, внешне похожие на железных рыцарей, которыми управляют люди. По сюжету Vanguard Bandits, эти гигантские машины были найдены на руинах погибшей цивилизации. После обнаружения прототипов, на их основе началось массовое производство АТАКов для военных нужд. Однако по мощи они не могут справиться с оригинальными АТАКами, которыми управляют правители государств и лучшие воины континента. Наиболее сильным АТАКом считается легендарный утерянный Ультрастрелок (Ultragunner).
Все АТАС-и делятся на 6 типов:
- Пехота (Infantry) — иначе называемый «обычным» ATAC-ом, которые довольно мобильны. Сильно теряет подвижность в пустынях, снежных областях и в скалистой местности. К этому типа относятся большинство ATAC-ов, в том числе Ультрастрелок.
- Легкая пехота (Light Infantry) — Более мобильные, чем большинство ATAC-ов, но менее бронированные. К этому типу относятся: Дантариус, Фларос и Сарбелас принца Дайера.
- Тяжелая Пехота (Heavy Infantry) — медленные и менее мобильные чем большинство ATAC-ов, но также и с более высокой выносливостью и нападением чем большинство ATAC-ов. К этому типу относятся: Шаркинг, Бахамут герцога Радкота, Ревущий Лев маркиза Дионна, Зульварн.
- Конница (Cavalry) — очень быстры на обычном ландшафте, но медленны на всем остальном, особенно в таких условиях, как снег или песок. К этому типу относится Тореадор Герцога Зейры.
- Ниндзя (Ninja) — вёрткий, с сильными атаками, и очень быстро двигающийся на всех ландшафтах, но с пониженным показателем защиты. К этому типу относятся Ведокорбан и тайная разработка Мэдока № 69.
- Летучий (Flight) — Обладает превосходной мобильностью, так как этому типу встраиваются крылья, они парят над землей, и это — то, что отличает их от других типов. К этому типу относятся: Корбелан, Сильфид принцессы Садиры и Вайбан предателя Ганлона.

## Оценки
| Сводный рейтинг | Сводный рейтинг |
| Агрегатор       | Оценка          |
| --------------- | --------------- |
| GameRankings    | 68,00 %         |